# Universitatea din Rennes 1

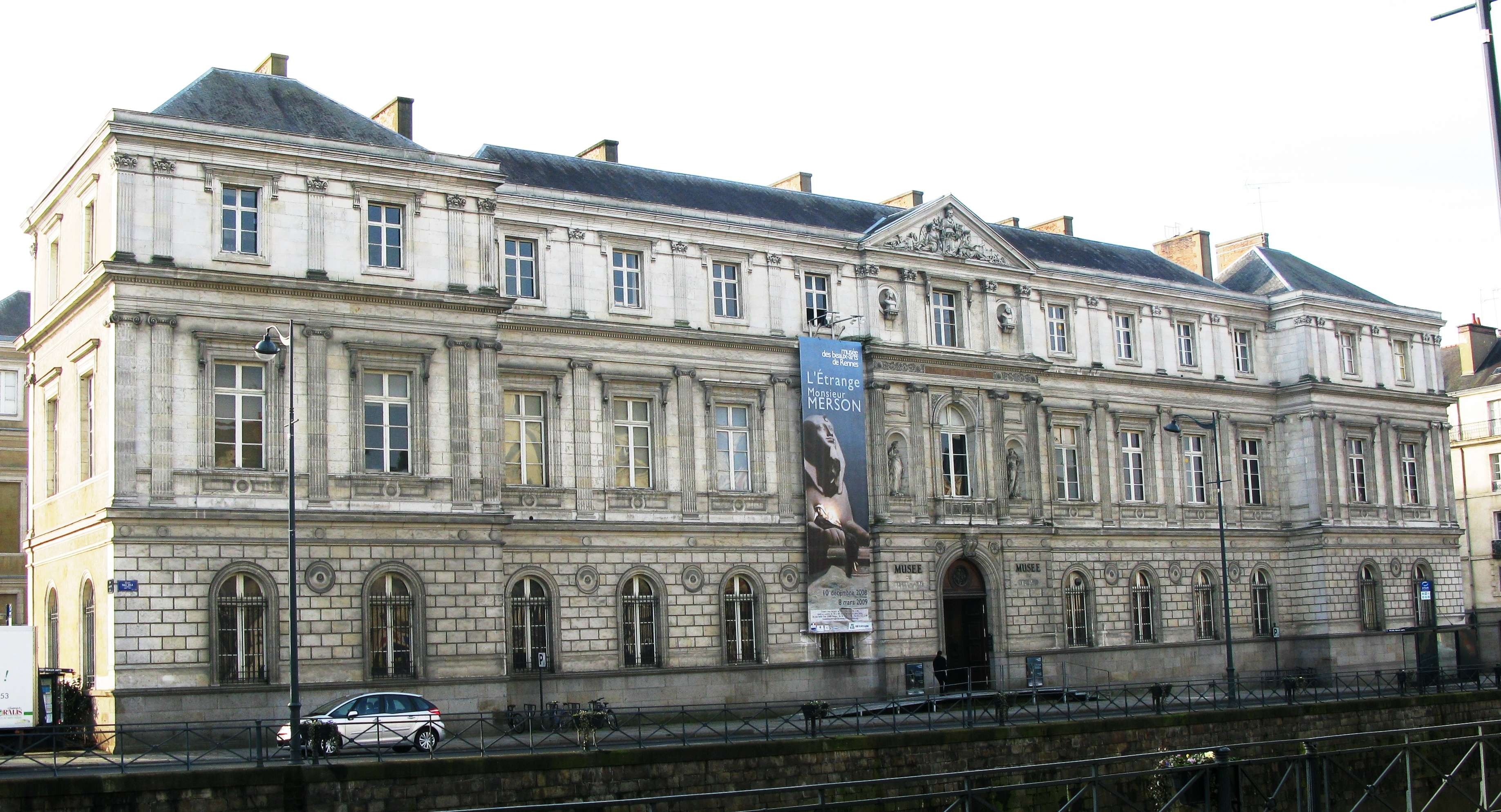
Vechea clădire a Universităţii din Rennes

Universitatea din Rennes 1 este situată în Rennes. Aici studiază 23.000 de studenți.